# Melolobium obcordatum
Melolobium obcordatum är en ärtväxtart som beskrevs av William Henry Harvey. Melolobium obcordatum ingår i släktet Melolobium och familjen ärtväxter. Inga underarter finns listade i Catalogue of Life.